# Stout Bruintje
Stout Bruintje is een Belgisch bier van hoge gisting.
Het bier wordt sinds 2011 gebrouwen in Brouwerij Eutropius in Heule. 
Het is een donkerbruin bier, type stout met een alcoholpercentage van 6,5%. Oorspronkelijk had het bier een alcoholpercentage van 4,5%, dat in 2012 omhoog gebracht werd naar de huidige waarde. Op het etiket staat een foto van de vroegere watermolen op de heulebeek in Heule.